# Бесядовский, Константин Иванович
Константин Иванович  Бесядовский (1879—1935) — русский  и советский военный деятель и педагог, Генерального штаба полковник (1916). Герой Первой мировой войны.

## Биография
В службу вступил в 1897 году после окончания Полоцкого кадетского корпуса. В 1900 году после окончания Михайловского артиллерийского училища произведён в подпоручики и выпущен в 23-ю артиллерийскую бригаду. в 1902 году произведён в поручики, в 1906 году в штабс-капитаны, переведён в 1-й стрелковый артиллерийский дивизион.
В 1909 году после окончания Николаевской военной академии по I разряду произведён в капитаны Генерального штаба, ротный командир 15-го Одесского стрелкового полка. С 1912 года помощник старшего адъютанта штаба Виленского военного округа.
С 1914 года участник Первой мировой войны, помощник старшего адъютанта, с 1915 года подполковник, и.д. штаб-офицера и старший адъютант Отдела генерал-квартирмейстера штаба 1-й армии. С 1915 года и.д. начальника штаба и начальник штаба 51-й пехотной дивизии. В 1916 году произведён в полковники. С 1917 года штаб-офицер для делопроизводства и поручений и начальник Организационного отделения Управления дежурного генерала при Штабе Верховного главнокомандующего.
Высочайшим приказом от 18 марта 1915 года за храбрость награждён Георгиевским оружием :
Помощника старшего адъютанта Отдела генерал-квартирмейстера штаба 1-й армии Генерального штаба капитана Константина Бесядовского за то, что 11 ноября 1914 года в бою под г. Ловичем, будучи послан для установления связи, он с самоотвержением, подвергая свою жизнь явной опасности, под действительным ружейным и артиллерийским огнём противника, прорвался в г. Ловичу и своевременно выполнил возложенные на него поручения, чем содействовал достижению цели, поставленной армии
После Октябрьской революции вступил в РККА, дежурный генерал верховного главнокомандующего Н. В. Крыленко. С 1918 года член Высшего Военного совета, участник  разработки штатов РККА. С 1918 по 1920 годы  помощник начальника Организационного управления и Центрального управления военных сообщений Полевого штаба РВС. С 1920 года преподаватель по военной статистике и географии и заведующий обучающимися слушателями Военной Академии РККА. С 1930 года так же преподаватель военной кафедры Московского высшего технического училища. Много раз арестовывался. С 1934 года назначен преподавателем военной кафедры Московской консерватории. 20 января 1935 года умер от кровоизлияния в мозг.

## Награды
- Орден Святого Станислава 3-й степени (ВП 1905)
- Орден Святой Анны 3-й степени  (ВП 06.12.1913)
- Орден Святого Станислава 2-й степени с мечами (Мечи — ВП 05.03.1915)
- Орден Святой Анны 4-й степени «За храбрость» (ВП 01.04.1915)
- Орден Святого Владимира 4-й степени (ВП 09.04.1915)
- Георгиевское оружие (ВП 18.03.1915)